# 아다 레너드

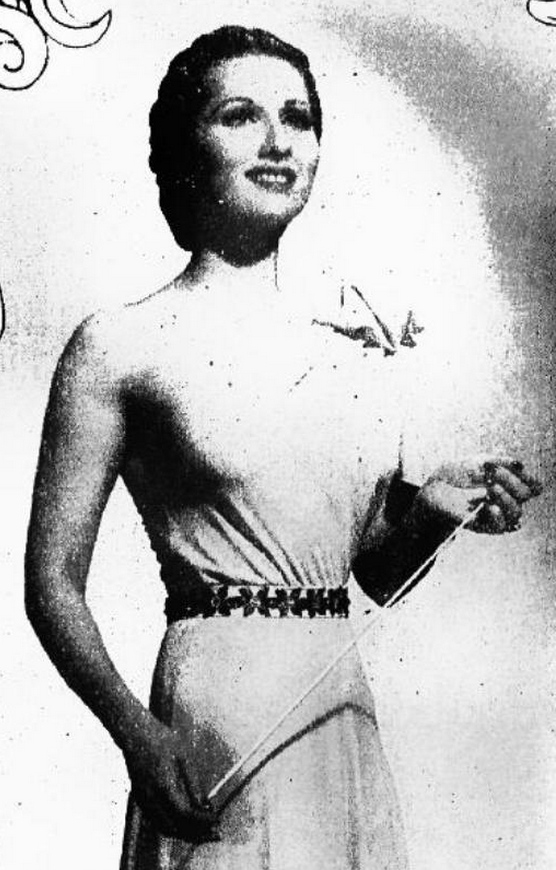

아다 레너드(Ada Leonard, 1915년 7월 22일 ~ 1997년 11월 29일)는 미국의 밴드리더, 지휘, 영화배우이다.
로턴에서 태어났으며 샌타모니카에서 사망하였다.

## 영화
- 마이 드림 이즈 유어스 (1949년)